# Fossé diamant
 (mars 2017).
Si vous disposez d'ouvrages ou d'articles de référence ou si vous connaissez des sites web de qualité traitant du thème abordé ici, merci de compléter l'article en donnant les références utiles à sa vérifiabilité et en les liant à la section « Notes et références ».
Pour les articles homonymes, voir Fossé et Diamant (homonymie).

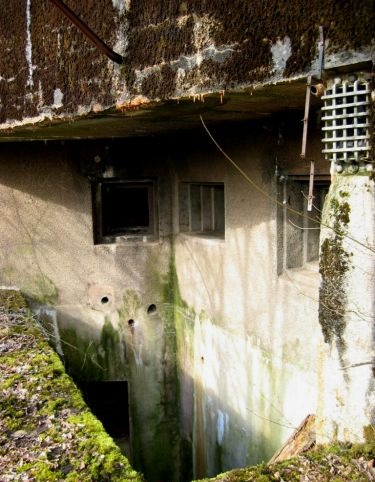
Fossé diamant au pied de la façade du bloc 2 du gros ouvrage du Kobenbusch.

Un fossé diamant est, en fortification contemporaine, un petit fossé affectant la forme d'un diamant taillé situé en avant des ouvrages.

## Description
Ce fossé est large d'un à cinq mètres et profond de trois à quatre mètres.
Il est situé en avant de toutes sortes d'ouvrages tels que caponnières, poternes, casemates, blocs...
Outre sa mission d'obstacle, le fossé diamant sert aussi à éviter que les amas de débris de maçonnerie pouvant être provoqués par les tirs au pied des ouvrages ne viennent rapidement obturer les embrasures,

## Système Séré de Rivières
Le fossé diamant apparaît lors de la création des forts Séré de Rivières après la guerre franco-allemande de 1870. Il prend sûrement le nom de son concepteur[réf. nécessaire] comme les casemates Mougin ou Haxo. On le trouve devant les embrasures des casemates, des caponnières ou coffres de contrescarpe du fort où sont placés les canons revolver qui défendent celui-ci. À cette époque, les douilles ne sont pas encore évacuées dans le fossé. Les embrasures sont plus grandes pour permettre l’évacuation des fumées de tir.

## Ligne Maginot
Le fossé diamant est un élément typique de la plupart des blocs de la ligne Maginot. Ils furent mis en place à la suite de l'expérience de la guerre 1914-18 où l'on constata que les débris pouvaient facilement obstruer les créneaux de tirs.
Cet élément de fortification avait plusieurs rôles :
- empêcher les ennemis de s'approcher des embrasures des armes, des portes et des prises d'air situées en façade ;
- recueillir les gravats et les débris tombant devant les ouvertures en cas d'attaque des façades : les armes défendant les accès restaient donc opérationnelles ;
- dissimuler et se débarrasser facilement des douilles brûlantes de mitrailleuses dont l'éclat pouvait signaler les armes.

C'est cet aspect brillant dû aux douilles, ainsi que les formes anguleuses, qui auraient donné son nom à ce type de fossé.
L'intérieur des fossés était défendu par une goulotte lance-grenades et parfois par un créneau pour fusil mitrailleur.
Dans certains ouvrages, les embrasures des armes à tir courbes se trouvent à l'étage inférieur des casemates dans ce fossé.
Les fossés abritent souvent les sorties de secours des casemates.